# Hans Backe
Hans Backe (Luleå, 14 febbraio 1952) è un ex calciatore e allenatore di calcio svedese.

## Palmarès

### Allenatore

#### Competizioni nazionali
- Campionato danese: 3

Aalborg: 1998-1999
Copenhagen: 2002-2003, 2003-2004
- Coppa di Danimarca: 1

Copenhagen: 2003-2004
- Supercoppa di Danimarca: 2

Copenhagen: 2001, 2004